# دهه ۱۸۰ (میلادی)

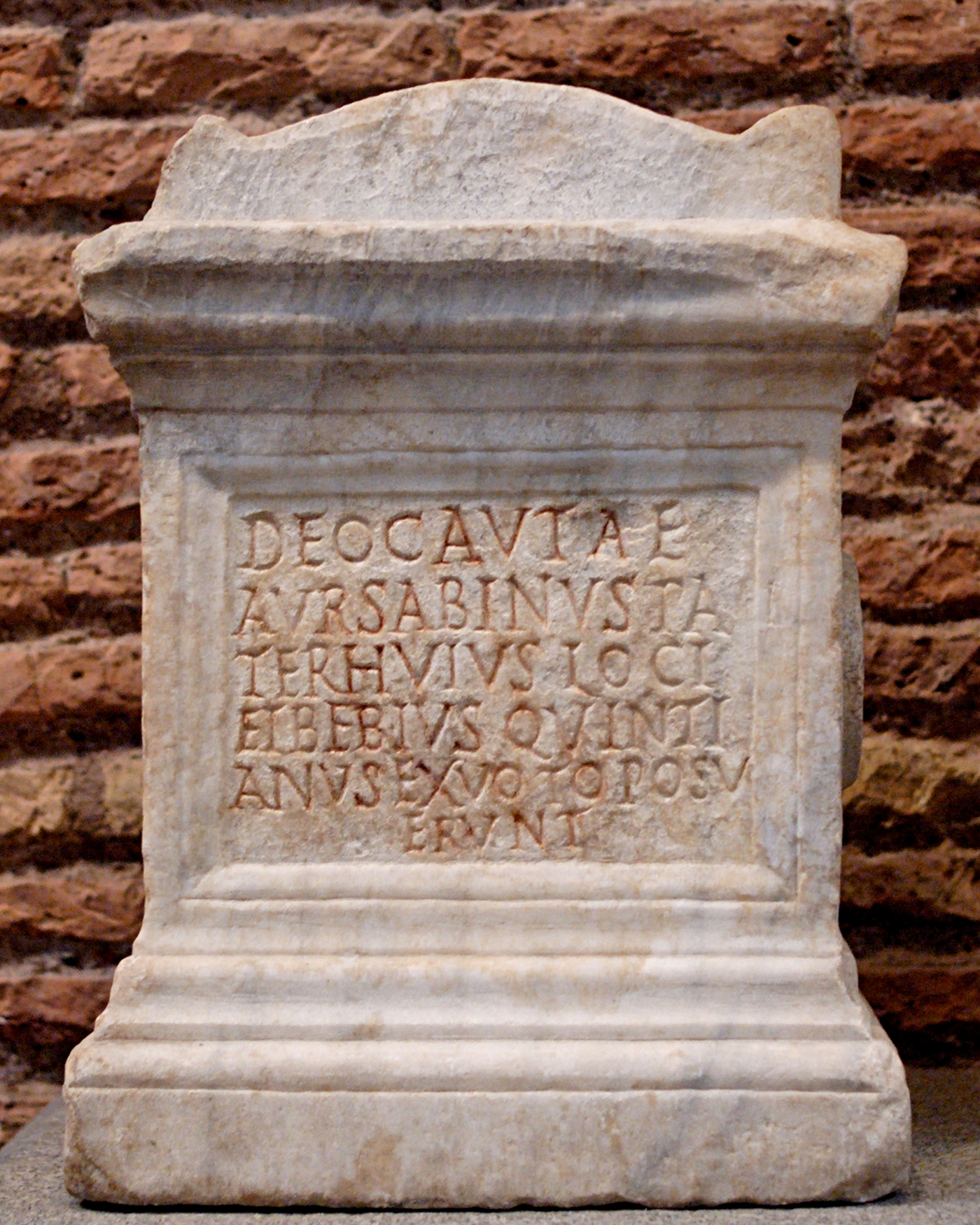
محرابی مربوط به ده هجدهم تقویم میلادی از پناهگاه در زیر زمین کلیسای سن استفانو روتوندو، موزه ملی رومانو کاخ ماسیمو آل ترمه

دهه ۱۸۰ (میلادی) دهه هجدهم تقویم میلادی است.

## درگذشتگان
‎